# Casa d'entramat de fusta

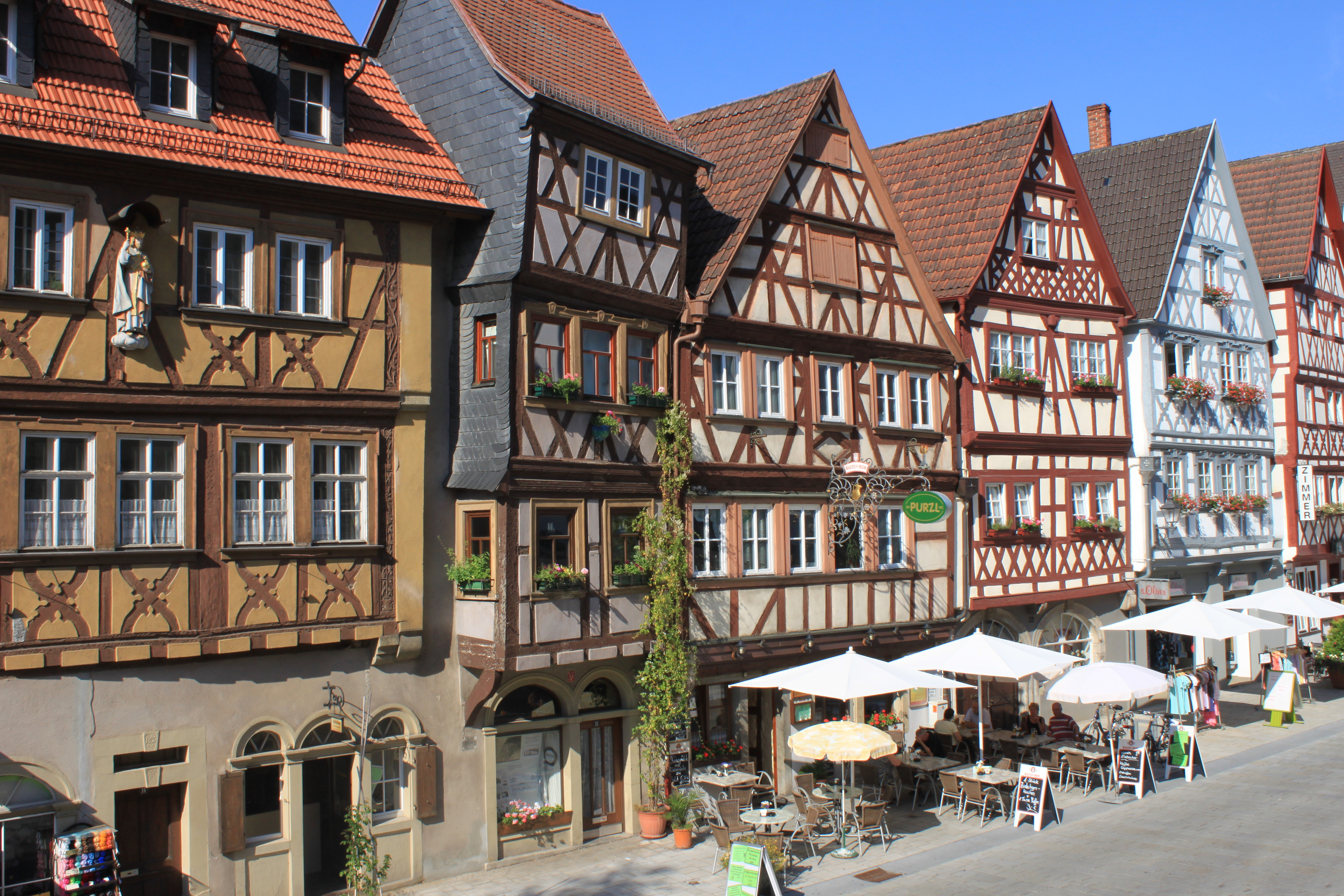
Cases d'entramat de fusta a Ochsenfurt (Alemanya).

Una casa d'entramat de fusta, o casa de cairons vists, és un tipus de construcció, característic d'algunes regions del centre d'Europa, que es basa en l'ús de bigues com a sistema de sustentació, les quals resten visibles a la façana. Les bigues s'hi disposen de manera vertical, horitzontal i obliqua, mentre que el farciment dels espais buits es fa amb composts especials de fusta i de fang, amb pedres o amb maons.
Avui dia, hom considera que són una construcció pròpia dels països de llengua alemanya i de certes zones del septentrió francès, però també se'n troben ben sovint al País Basc, a Polònia i als països escandinaus.